# لفلای
لفلای (به عربی: لفلاي) یک شهرداری در الجزایر است که در استان بجایه واقع شده‌است.